# John Passmore Widgery
John Passmore Widgery, Baron Widgery OBE, QC, PC (* 24. Juli 1911 in Devonshire; † 26. Juli 1981) war ein britischer Richter und von 1972 bis 1980 Lord Chief Justice of England and Wales. Als Vorsitzender des berüchtigten Widgery Tribunals leitete er die erste Untersuchung zu den Morden des „Blutigen Sonntags“ (Bloody Sunday) 1972 in Nordirland, was ihm erst einen hohen Bekanntheitsgrad und dann massive Kritik einbrachte.

## Frühe Karriere und Wehrdienstzeit
Widgery stammt aus einer Familie, die schon seit vielen Generationen in South Molton im Norden der Grafschaft Devon beheimatet war. Einer seiner Vorfahren war Gefängniswärter und seine Mutter diente als Magistrat. Er besuchte die Schule Queen’s College in Taunton, wo er Schülersprecher wurde.
Nachdem er Solicitor war, wurde er 1933 als Rechtsanwaltsgehilfe zugelassen, aber anstatt als solcher zu arbeiten, heuerte er bei der bekannten Firma Gibson and Welldon an, welche auf die Rechtsausbildung spezialisiert war. Er war dort in den Jahren bis zum Zweiten Weltkrieg ein effizienter Lehrer, während er nebenbei Offizier in der Territorial Army war. Diese Aufgabe führte ihn zur regulären britischen Armee, mit welcher er an der Landung in der Normandie teilnahm. Am Kriegsende hatte er in der regulären Armee den Rang eines Oberstleutnants und in der Territorial Army den eines Brigadiers, er war Träger des Order of the British Empire, des französischen Croix de guerre und des belgischen Leopoldsordens.

## Barrister
Nach der Demobilisierung wurde Widgery 1946 in die Anwaltskammer des Lincoln’s Inn berufen. Er spezialisierte sich schließlich auf das Steuerrecht und Fragen der Stadtplanung. 1958 wurde er als erster Nachkriegsbarrister zum Kronanwalt ernannt.
Widgery wurde 1961 Richter in der Queen’s Bench Division am High Court of England and Wales. Widgery leitete in seiner Amtszeit verschiedene Untersuchungen.

## Berufungsgericht
Er war 1968 gerade erst an den Court of Appeal befördert worden, als Lord Parker of Waddington (welcher seit 1958 Lord Chief Justice gewesen war) seinen Rücktritt ankündigte. Es gab keinen eindeutigen Nachfolger und Widgery war der jüngste der möglichen Anwärter. Lordkanzler Lord Hailsham wählte schließlich Widgery auf Grund seiner verwaltungstechnischen Fähigkeiten. Am 20. April 1971 wurde er als Baron Widgery, of South Molton in the County of Devon, in den Adelsstand auf Lebenszeit erhoben.

## Widgery Tribunal
Schon kurz nach seiner Amtsübernahme befasste Widgery sich als Leiter eines Untersuchungsausschusses mit der politisch heiklen Aufklärung des „Blutigen Sonntags“ vom 30. Januar 1972 im nordirischen Derry, wo 13 unbewaffnete Demonstranten von britischen Fallschirmjägern erschossen worden waren. Widgery übernahm kritiklos die Ausreden der Soldaten, die darauf bestanden, zuvor beschossen worden zu sein. Obwohl es weder Waffenfunde bei den Demonstranten noch Schussverletzungen unter den Soldaten gab und den meisten toten Demonstranten in den Rücken geschossen worden war, gab Widgery umgehend einen Bericht heraus, in dem einseitig die Version der britischen Armee vertreten und die Mordopfer kurzerhand zu Bombenlegern erklärt wurden. Von der nordirischen Seite wurde der Bericht abgelehnt und bis heute als Beweis für die Parteilichkeit der britischen Justiz angesehen. Dieser Vorwurf bestätigte sich, als 2010 nach mehr als 12-jähriger Untersuchung in einem neuen Report festgestellt wurde, dass entgegen den Behauptungen des Widgery-Reports sämtliche irischen Opfer unbewaffnet und keine Gefahr für die Soldaten gewesen seien, während es sich bei den Aussagen der britischen Soldaten um vorsätzliche Lügen und abgesprochene Täuschungsmanöver gehandelt habe.

## Lord Chief Justice
Widgery fand sich selbst in den Fall der Crossman-Tagebücher involviert, als die Regierung versuchte, die Veröffentlichung dieser Bücher aus Gründen der Geheimhaltung verbieten zu lassen. Er machte während der Verhandlung klar, dass Richard Crossman seiner Meinung nach „die Regeln gebrochen“ hätte, lehnte am Ende aber eine Einstweilige Verfügung gegen die Veröffentlichung ab. In Kriminalfällen war Widgery zunehmend von Fällen betroffen, die auf einer dünnen Beweislage beruhten. 1974 erklärte er, dass schlechte Beweise „der gefährlichste Spalt in unserer Rüstung sind, wenn wir behaupten, dass die britische Justiz die beste der Welt ist“.
Seine späteren Amtsjahre wurden durch ständige Krankheiten und gesundheitlichen und geistigen Verfall gestört. Trotzdem ließ er sich bis zum letzten Moment im Jahre 1980 nicht dazu bewegen, von seinem Amt zurückzutreten. Schon die 18 Monate davor war er aber kaum noch in der Lage, seine verwaltungstechnische Arbeit zu erledigen oder sich rechtlich zu äußern. So wurde langsam offensichtlich, dass er an Demenz litt.
| Personendaten    | Personendaten                                                           |
| ---------------- | ----------------------------------------------------------------------- |
| NAME             | Widgery, John Passmore                                                  |
| ALTERNATIVNAMEN  | Widgery, John Passmore Widgery Baron                                    |
| KURZBESCHREIBUNG | britischer Richter, Lord Chief Justice of England and Wales (1972–1980) |
| GEBURTSDATUM     | 24. Juli 1911                                                           |
| GEBURTSORT       | Devonshire                                                              |
| STERBEDATUM      | 26. Juli 1981                                                           |